# Francisco Hernández Spínola
Francisco Hernández Spínola (Arrecife, Lanzarote, 12 de noviembre de 1957) es un funcionario y político español, miembro del Partido Socialista Obrero Español (PSOE). Ha ocupado diversos cargos tanto a nivel autonómico como regional.

## Biografía

### Orígenes y vida privada
Nacido en Arrecife en la isla de Lanzarote en una familia de nueve hijos, Francisco Hernández Spínola es hijo de Pedro Hernández Cerdeña, profesor y fundador del club de fútbol Orientación Marítima, nacido el 14 de noviembre de 1914 y muerto el 27 de noviembre de 2017. La familia de su madre, Dolores Spínola Ferrer, proviene de la Villa de Teguise.
Casado, es padre de tres hijas. Reside en la isla de Gran Canaria.

### Carrera administrativa
Cursó la licenciatura de Derecho en la Universidad de La Laguna. Es funcionario por oposición del Cuerpo Superior de Administradores de la Comunidad Autónoma de Canarias.
Inició su carrera como secretario general técnico de la Junta de Canarias, órgano preautónomico formado en marzo de 1978. Posteriormente ocupó el cargo de Secretario General de la Presidencia del Gobierno de Canarias entre 1983 y 1985 y  entre 1986 y 1987, cesando a petición propia y asumiendo de nuevo el cargo entre 1991 y 1993, bajo la primera y tercera legislaturas del Parlamento de Canarias y la presidencia del socialista Jerónimo Saavedra. De 1985 a 1986 fue secretario general técnico del Departamento de Presidencia del Gobierno de Canarias. De 1990 a 1991, trabajó como jefe de la oficina presupuestaria de la Presidencia del Gobierno de Canarias.
Cuando Saavedra fue nombrado ministro de las Administraciones públicas en julio de 1993, en el último gobierno de Felipe González, éste nombra a Spínola para el cargo de subsecretario del ministerio. En este cargo, es responsable, junto con el ministro, del traspaso de múltiples competencias del Estado a las comunidades autónomas , en particular las de Sanidad, que califica como “el traspaso más importante a Canarias”. Sigue a Saavedra cuando se convierte en ministro de Educación y de  Ciencia tras la reorganización del 3 de julio de 1995, siendo nombrado Subsecretario del Ministerio el 8 de julio siguiente.
Tras la alternancia política en el Gobierno central, por el que los  socialistas se unieron a la oposición, pasó a la administración de Canarias. Es propuesto por el grupo parlamentario socialista para ocupar uno de los tres escaños a cubrir en la Audiencia de Cuentas de Canarias. Elegido con 53 votos, se desempeñó como auditor de la sección de empresas públicas desde el 3 de diciembre de 1997 . Renuncia voluntariamente a sus funciones en noviembre de 2000. En agosto del 2001 ocupó el puesto de Jefe de Servicio de Normativa, Análisis y Estudios en la Dirección General de Recursos Económicos de la Consejería de Sanidad y Consumo del Gobierno de Canarias.

### Diputado regional y portavoz
Fue nombrado Vicesecretario General del Partido socialista de Canarias-PSOE (PSOE Canarias), entonces encabezada por el Secretario General, Juan Carlos Alemán, y ocupó  la tercera posición en la lista encabezada por él en la circunscripción de Tenerife con motivo de las elecciones canarias de 25 de mayo de 2003. Elegido al Parlamento después de que el PSOE Canarias ganara cinco escaños de un total de 15, fue nombrado portavoz del grupo parlamentario socialista durante la VI ª legislatura. También formó parte de la Diputación Permanente, de la Comisión General de Cabildos Insulares, la de Gobierno, Justicia y Desarrollo Autónomo y la de Presupuesto y Finanzas. 
Lideró la lista en la circunscripción de Tenerife durante las elecciones autonómicas de 27 de mayo de 2007 y fue reelegido en sus responsabilidades parlamentarias; estando entonces el grupo en la oposición y presidido por el candidato socialista Juan Fernando López Aguilar. Cuando este último fue elegido secretario general del PSOE Canarias en octubre de 2007, Spínola conservó sus funciones como Vicesecretario General del partido. 
Sin embargo, las tensiones estallaron al año siguiente entre la dirección regional del partido y el grupo parlamentario socialista después de que López Aguilar renunciara tras su elección como diputado nacional  . Spínola se convierte entonces en presidente del grupo socialista en el Parlamento de Canarias, siendo sustituido como portavoz por el exconsejero de Trabajo y Función Pública, Blas Trujillo en abril de 2008.
Las tensiones entre la mitad de la cúpula autonómica que encabeza el secretario general del partido, Juan Fernando López Aguilar, y la otra mitad en representación del sector crítico que encabeza el presidente del PSOE Canarias y alcalde de la capital grancanaria, Jerónimo Saavedra, se van acelerando a medida que se acerca el congreso del PSOE Canarias previsto para noviembre de 2008. Los críticos, tras haberse referido al vicesecretario general José Blanco quien pide no formular más posiciones públicas sobre este tema, plantean la idea de que la ausencia de determinación de la futura política de Aguilar va en detrimento de la suerte electoral  y quieren que deje el cargo de secretario general ya que ha tenido menos presencia en el archipiélago desde su elección al Congreso. Después de haber reflexionado durante mucho tiempo sobre su decisión, Spínola dimite en septiembre de 2008 de la presidencia del grupo y de su puesto de vicesecretario general pero conserva su mandato como diputado para seguir “apostando por la misma estrategia que llevó al PSOE Canarias a ser la primera fuerza política de Canarias y defender un reconocido proyecto y distinguible de sus opositores políticos ”. Indica en un comunicado de prensa que la situación es "incompatible con el ejercicio normal de las funciones que cumplo”. Su renuncia es criticada por muchos dirigentes socialistas porque rompe la apariencia de unidad partidaria que se mantendría hasta el congreso  de noviembre . Deseando comprender las razones precisas de esta renuncia, Aguilar afirma que “Algunos me imposibilitan salir de Canarias”. No habiendo sido informado previamente de la intención de dimitir de Spínola, Saavedra indica por su parte que "los hechos me dan la razón [cuando anuncié] que había motivos suficientes para hablar" y que los "congresos están ahí exactamente para el debate; el debate ya está asegurado ” . Es reemplazado por Manuel Marcos dentro del grupo parlamentario dividido, sus funciones orgánicas quedan vacantes debido a la proximidad del congreso regional  .
En línea con las intenciones de Saavedra, Spínola se puso del lado de José Miguel Pérez García, presidente del cabildo insular de Gran Canaria , cuando solicitó y luego ganó la secretaría general del PSOE Canarias en marzo de 2010, sucediendo a Aguilar. Spínola regresó al cargo de Vicesecretario General de la dirección regional y luego portavoz del grupo socialista un mes después. Afirmando que no hay "ningún cambio de rumbo ni de estrategia" por parte del PSOE Canarias, indica que el partido liderará una "oposición contundente, dura y rigurosa" al "peor gobierno" de la coalición nacionalista y el PP, al tiempo que propone soluciones para romper con el sentimiento de “batalla permanente entre los partidos políticos”.

### Consejero del Gobierno de Canarias

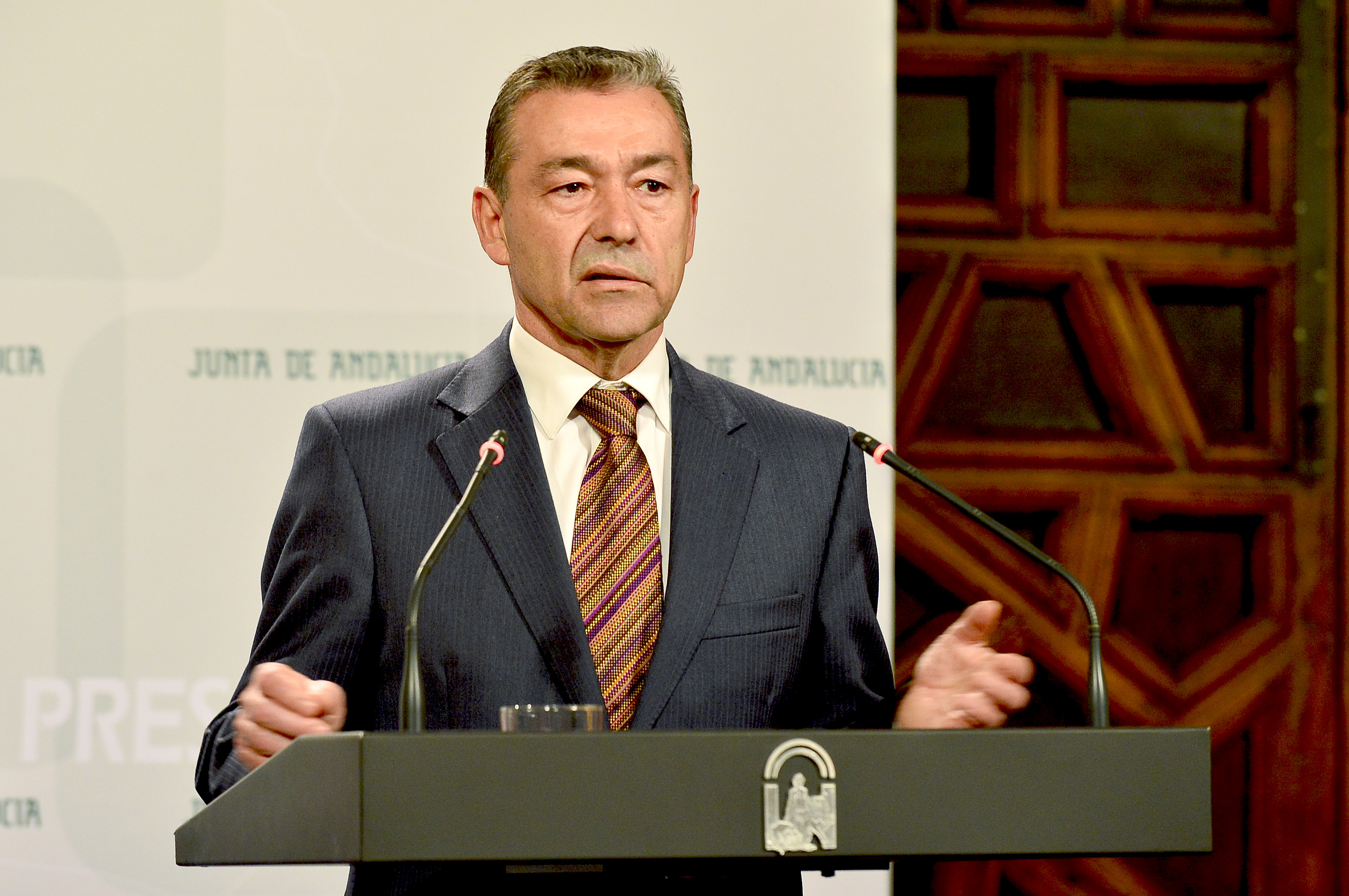
Paulino Rivero preside el gobierno de Canarias en el que Spínola es responsable del Departamento de Presidencia, de Justicia y de Igualdad.

Es elegido de nuevo como cabeza de lista en Tenerife en las elecciones de Canarias de 22 de mayo de 2011 e indica que el PSOE Canarias es la “única opción de cambio en las islas”. Sin embargo, los socialistas perdieron 11 escaños, incluidos dos en Tenerife, y quedaron en tercera posición, por detrás del Partido popular  (PP) y la Coalición canaria  (CC), que tenían el mismo número de escaños.
Después de que los socialistas rechazaran la propuesta del PP de formar un gobierno conjunto devolviendo a los nacionalistas a la oposición, la dirección del PSOE Canarias nombró una comisión negociadora el 30 de mayo, integrada por Spínola, Julio Cruz y Sebastián Franquis, con el objetivo de llegar a un acuerdo de coalición con CC. El acuerdo de coalición es ratificado por ambas partes el 18 de junio y Spínola anuncia que los socialistas encabezarán tres de los ocho departamentos del nuevo ejecutivo que preside Paulino Rivero. El candidato socialista José Miguel Pérez es así nombrado vicepresidente del gobierno y Spínola se convierte en consejero de la Presidencia, Justicia e Igualdad. Impulsa las leyes de Cabildos insulares, de municipios de Canarias, y la ley de Transparencia y de acceso a la información pública.Ante la reducción de los créditos aportados por el Estado al presupuesto de Canarias y con el fin de evitar un despido masivo o una reducción generalizada de los salarios de los funcionarios canarios, anunció a finales de 2012, durante el procedimiento legislativo previsto que condujo a la aprobación del presupuesto para 2013, que se aplicará una reducción en la jornada laboral y por ende en los sueldos de cerca de 3.300 trabajadores públicos incluidos en las categorías de personal laboral temporal e interino, quedando excluidos los docentes, el personal estatutario y el personal de Justicia, así como el personal fijo de la Comunidad Autónoma. En colaboración con la directora de la Institución Canaria de Igualdad, Elena Mañez, anuncia en julio de 2013 la creación de un sistema para alertar a las víctimas de violencia de género por SMS sobre un cambio en la situación jurídica de su agresor que podría constituir una amenaza para su seguridad. Spínola apoya a Pedro Sánchez como secretario general federal del PSOE en el marco del congreso federal extraordinario de 2014.
No se presenta a las elecciones autonómicas de mayo de 2015, cediendo la cabeza de lista a Patricia Hernández Gutiérrez , candidata socialista a la presidencia del gobierno. Miembro de la comisión encargada de negociar un nuevo acuerdo de coalición con la Coalición Canaria de Fernando Clavijo, dejó el gobierno tras el nombramiento del nuevo ejecutivo bipartito.

### Diputado nacional
En vista de las elecciones generales de diciembre de 2015, fue nombrado líder de una lista de coalición con Nueva Canarias en la circunscripción de Santa Cruz de Tenerife por la comisión regional del PSOE Canarias. Sin embargo, la lista fue reelaborada por la Comisión Federal de Listas y ratificada por el Comité Federal, con el objetivo de respetar la paridad de los encabezados de la lista a nivel nacional y la alternancia entre los dos sexos dentro de la misma lista. Spínola queda relegado así a la segunda posición de la lista que lidera Tamara Raya. Los dos escaños obtenidos por el partido le permiten entrar en el Congreso de los Diputados donde es miembro de la Comisión de Justicia, portavoz de la Comisión del Pacto de Toledo y Vicepresidente Segundo de la Comisión de Hacienda y Administraciones Públicas, así como miembro suplente de la delegación española en la Asamblea parlamentaria de la OTAN. A continuación, aboga por un acuerdo entre el PSOE, Podemos y Ciudadanos para constituir un gobierno que sustituya al del conservador Mariano Rajoy y quiere también la reforma del régimen económico y fiscal (REF) de Canarias.
Durante las elecciones legislativas anticipadas de junio de 2016, los socialistas pierden uno de los dos escaños que tenían a favor del Partido Popular, lo que lleva a Spínola a abandonar el Congreso. 
En noviembre, el secretario general del Partido Socialista en Canarias (PSC), José Miguel Pérez, presenta su dimisión ante la Comisión Ejecutiva regional del partido que da paso a que la dirección del partido en el Archipiélago esté en manos de una gestora hasta que se celebre un Congreso Regional sin fecha. Spinola, vicesecretario general del partido, descartó estar al frente de dicha gestora. Regresó a su cargo de funcionario, como jefe del servicio de Procedimiento y Arbitraje del Departamento de Economía, Industria, Comercio e Investigación del ejecutivo regional. Esta función le valió el nombramiento de presidente de la Junta Arbitral de Consumo de Canarias.

### Secretario de Estado de Política territorial y Función Pública

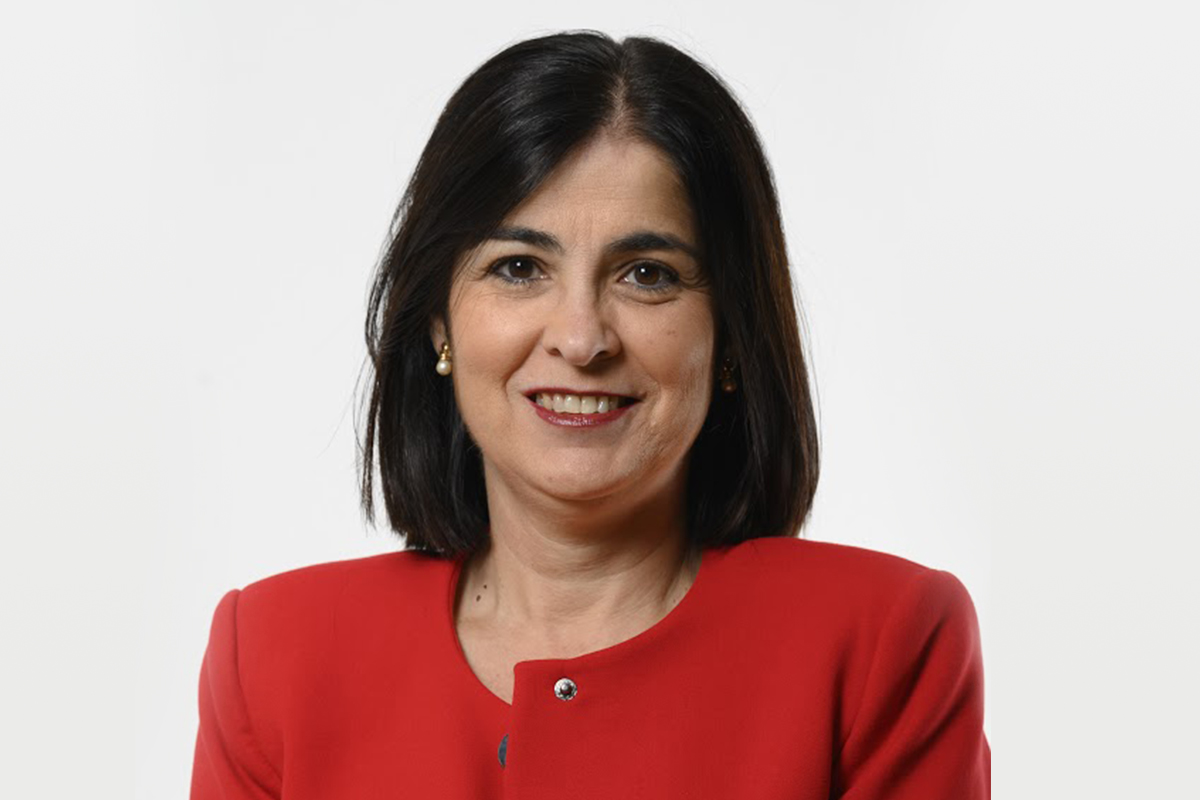
Carolina Darias nombra a Spínola como Secretario de Estado de Política Territorial y Función Pública en enero de 2020.

Tras la formación del gobierno de coalición entre el PSOE y Podemos que preside Pedro Sánchez, la socialista Carolina Darias, expresidenta del Parlamento de Canarias y Consejera de Economía, Conocimiento y Empleo del gobierno de Torres , es nombrada ministra de Política Territorial y  Función pública. Propone al Consejo de Ministros el nombramiento de Francisco Hernández Spínola como Secretario de Estado de Política Territorial y Función Pública.  Spínola asume el cargo el 29 de enero de 2020 y muestra su deseo de modernizar la administración central. Indicó que quería cumplir sus misiones en "diálogo, entendimiento, búsqueda de acuerdos y trabajando para avanzar en la modernización de las administraciones”. También subrayó su satisfacción por ver a varios canarios ocupar importantes responsabilidades.
En este cargo, se pronunció a favor "mientras se respeten la Constitución y los estatutos autonómicos" de abordar nuevas transferencias de competencias del Estado a las comunidades autónomas. Abogó por el diálogo y la cooperación entre las administraciones central y autonómica para llegar a compromisos que eviten la remisión al juez en caso de disputa de competencia entre estos dos niveles. Por último, destaca la celebración de 17 Conferencias de Presidentes, 130 conferencias sectoriales y dos conferencias sobre relaciones con la Unión Europea a lo largo de 2020.
Cuando Carolina Darias reemplaza a Salvador Illa como ministro de Sanidad en enero de 2021, nombra a Spínola, Subsecretario del Ministerio de Sanidad, cargo que ha experimentado una importante actividad de producción normativa debido a la pandemia de Covid-19. Spínola completa así el organigrama del ministerio junto a la Secretaria de Estado de Sanidad, Silvia Calzón.

### Artículos relacionados
- Jerónimo Saavedra
- Carolina Darias

- Datos: Q43986334